# 진천군·음성군 (1988년 선거구)
진천군·음성군은 대한민국의 옛 국회의원 선거구이다. 당시 충청북도 진천군과 음성군 지역을 관할했다.

## 역사
제13대 국회의원 선거를 앞두고 진천군·괴산군·음성군 선거구에서 분리되면서 신설되었다.
제16대 국회의원 선거를 앞두고 괴산군 선거구와 통합되면서 진천군·괴산군·음성군 선거구를 다시 한 번 이루게 됨에 따라 폐지되었다.

## 역대 국회의원
| 선거   | 정당 | 정당         | 의원   |
| ------ | ---- | ------------ | ------ |
| 1988년 |      | 민주정의당   | 김완태 |
| 1990년 |      | 무소속       | 허탁   |
| 1992년 |      | 민주자유당   | 민태구 |
| 1996년 |      | 자유민주연합 | 정우택 |

## 역대 선거 결과

### 대한민국 제13대 국회의원 선거
|  | 44.93% |

|  | 30.46% |

|  | 24.59% |

### 1990년 대한민국 재보궐선거
김완태 의원의 사망으로 인해 치러진 1990년 대한민국 재보궐선거에서 무소속 허탁 후보가 당선되었다.

### 대한민국 제14대 국회의원 선거
|  | 48.06% |

|  | 24.30% |

|  | 14.66% |

|  | 10.11% |

|  | 1.11% |

|  | 1.10% |

|  | 0.64% |

### 대한민국 제15대 국회의원 선거
|  | 48.58% |

|  | 34.20% |

|  | 5.80% |

|  | 5.02% |

|  | 4.55% |

|  | 1.81% |